# Скабијамара (Ђенова)
Скабијамара је насеље у Италији у округу Ђенова, региону Лигурија.
Према процени из 2011. у насељу је живело 7 становника. Насеље се налази на надморској висини од 983 м.